# Rednitz
Rednitz este un râu cu o lungime de aproape 40 de km, afluent de pe versantul stâng a lui Regnitz din regiunea Franconia din Germania.

## Cursul
Râul ia naștere la Georgensgmünd la altitudinea de 342 m deasupra n.m. prin unirea râurilor Fränkischer și Schwäbischer Rezat, după care se îndreaptă spre nord-vest traversând localitățile:
- Roth,
- Büchenbach,
- Rednitzhembach,
- Penzendorf,
- Schwabach,
- Stein,
- Nürnberg,
- Oberasbach,
- Zirndorf,
- Fürth, unde se varsă în Regnitz

## Afluenți
| Nume                    | GKZ     | Lungime (km) | Alt. la vărsare (m ü. NN) | Afluent de: | Vărsare la:                   |
| ----------------------- | ------- | ------------ | ------------------------- | ----------- | ----------------------------- |
| Wernsbach               |         | 4,0          | 340,3                     | dreapta     | Georgensgmünd                 |
| Rummbach                |         | 4,1          | 340,0                     | stânga      | Georgensgmünd-Oberheckenhofen |
| Mühlbach                |         | 1,8          | 339,0                     | stânga      | Georgensgmünd-Oberheckenhofen |
| Steinbach               |         | 4,3          | 337,0                     | dreapta     | Roth-Untersteinbach           |
| Rittersbach             |         | 1,4          | 335,0                     | stânga      | Georgensgmünd-Rittersbach     |
| Babenbach               |         | 2,5          | 331,0                     | dreapta     | Roth                          |
| Roth                    | 2421400 | 21,18        | 328,0                     | dreapta     | Roth                          |
| Aurach                  | 2421520 | 28,51        | 324,5                     | stânga      | Roth                          |
| Jordan                  |         | 2,2          | 324,4                     | stânga      | Büchenbach                    |
| Stiergraben             |         | 1,6          | 324,3                     | stânga      | Büchenbach                    |
| Brunnbach               | 2421532 | 9,39         | 323,0                     | dreapta     | Roth                          |
| Finsterbach             | 2421540 | 16,17        | 323,0                     | dreapta     | Büchenbach                    |
| Mainbach                | 2421552 | 7,19         | 319,0                     | stânga      | Rednitzhembach- Walpersdorf   |
| Hemmbach                | 2421560 | 19,92        | 317,0                     | dreapta     | Rednitzhembach                |
| Entenbach               |         | 3,20         | 315,0                     | dreapta     | Rednitzhembach                |
| Schwarzach              | 2421600 | 39,23        | 312,4                     | dreapta     | SchwarzachSchwabach           |
| Schwabach               | 2421720 | 22,52        | 308,8                     | stânga      | Schwabach                     |
| Zwieselbach             | 2421732 | 9,30         | 305,0                     | stânga      | Schwabach-Wolkersdorf         |
| Eichenwaldgraben        | 2421752 | 7,56         | 298,0                     | dreapta     | Nürnberg-Eibach               |
| Herbstgraben            |         | 3,70         | 295,0                     | stânga      | Nürnberg-Eibach               |
| Röthenbacher Landgraben |         | 2,70         | 295,0                     | dreapta     | Stein                         |
| Grundbach               | 2421774 | 7,86         | 293,0                     | stânga      | Stein                         |
| Kreuzbach               | 2421792 | 6,10         | 291,0                     | stânga      | Oberasbach                    |
| Bibert                  | 2421800 | 35,82        | 289,5                     | stânga      | Zirndorf/Oberasbach           |